# Rovaniemi
Rovaniemi este un oraș și o comună din nordul Finlandei. Este capitala provincială a Laponiei și un centru comercial regional. Are o populație de 60.038 locuitori.

## Geografie
Rovaniemi este situat foarte aproape de Cercul arctic, între dealurile Ounasvaara și Korkalovaara. Este așezat la confluența râurilor Ounasjoki și Kemijoki.

## Clima
Rovaniemi este renumit pentru temperaturile sale scăzute și iernile întunecate, când se poate observa fenomenul numit auroră boreală. Temperatura medie este 0.2 °C, însă cea mai scăzută temperatură înregistrată a fost de −47.5 °C (28 ianuarie 1999). În luna iunie, soarele se poate vedea toată noaptea (ziua polară) iar în mijlocul iernii, abia răsare.
| Date climatice pentru Rovaniemi Airport                          | Date climatice pentru Rovaniemi Airport | Date climatice pentru Rovaniemi Airport | Date climatice pentru Rovaniemi Airport | Date climatice pentru Rovaniemi Airport | Date climatice pentru Rovaniemi Airport | Date climatice pentru Rovaniemi Airport | Date climatice pentru Rovaniemi Airport | Date climatice pentru Rovaniemi Airport | Date climatice pentru Rovaniemi Airport | Date climatice pentru Rovaniemi Airport | Date climatice pentru Rovaniemi Airport | Date climatice pentru Rovaniemi Airport | Date climatice pentru Rovaniemi Airport |
| Luna                                                             | Ian                                     | Feb                                     | Mar                                     | Apr                                     | Mai                                     | Iun                                     | Iul                                     | Aug                                     | Sep                                     | Oct                                     | Nov                                     | Dec                                     | Anual                                   |
| ---------------------------------------------------------------- | --------------------------------------- | --------------------------------------- | --------------------------------------- | --------------------------------------- | --------------------------------------- | --------------------------------------- | --------------------------------------- | --------------------------------------- | --------------------------------------- | --------------------------------------- | --------------------------------------- | --------------------------------------- | --------------------------------------- |
| Maxima medie °C (°F)                                             | −8.2 (17,2)                             | −7.8 (18)                               | −2.6 (27,3)                             | 3.6 (38,5)                              | 10.8 (51,4)                             | 16.8 (62,2)                             | 19.7 (67,5)                             | 16.5 (61,7)                             | 10.4 (50,7)                             | 3.1 (37,6)                              | −3 (26,6)                               | −6.4 (20,5)                             | 4,4 (39,9)                              |
| Media zilnică °C (°F)                                            | −11.3 (11,7)                            | −10.8 (12,6)                            | −6.1 (21)                               | −0.2 (31,6)                             | 6.3 (43,3)                              | 12.2 (54)                               | 15.2 (59,4)                             | 12.5 (54,5)                             | 7.1 (44,8)                              | 0.8 (33,4)                              | −5.5 (22,1)                             | −9.4 (15,1)                             | 0,9 (33,6)                              |
| Minima medie °C (°F)                                             | −14.5 (5,9)                             | −13.8 (7,2)                             | −9.4 (15,1)                             | −3.9 (25)                               | 2.3 (36,1)                              | 8.3 (46,9)                              | 11.4 (52,5)                             | 9.1 (48,4)                              | 4.2 (39,6)                              | −1.3 (29,7)                             | −7.9 (17,8)                             | −12.5 (9,5)                             | −2,3 (27,9)                             |
| Precipitații mm (inches)                                         | 45 (1.77)                               | 36 (1.42)                               | 39 (1.54)                               | 31 (1.22)                               | 46 (1.81)                               | 61 (2.4)                                | 79 (3.11)                               | 78 (3.07)                               | 56 (2.2)                                | 55 (2.17)                               | 50 (1.97)                               | 42 (1.65)                               | 618 (24,33)                             |
| Nr. de zile cu precipitații                                      | 10                                      | 10                                      | 9                                       | 7                                       | 8                                       | 9                                       | 10                                      | 10                                      | 9                                       | 11                                      | 12                                      | 10                                      | 115                                     |
| Ore însorite                                                     | 15                                      | 57                                      | 132                                     | 203                                     | 237                                     | 271                                     | 260                                     | 182                                     | 112                                     | 60                                      | 18                                      | 3                                       | 1.550                                   |
| Sursă: Climatological statistics for the normal period 1981–2010 |                                         |                                         |                                         |                                         |                                         |                                         |                                         |                                         |                                         |                                         |                                         |                                         |                                         |

## Transport
Rovaniemi este cel mai nordic punct atins de căile ferate electrificate deținute de compania VR. Trenuri remorcate de locomotive Diesel pleacă și mai în nord, până la Kemijärvi. Aeroportul Rovaniemi este situat la 10 km nord de centrul orașului.

## Orașe înfrățite
- Ajka, Ungaria
- Alanya, Turcia
- City of Blue Mountains, Australia
- Cadillac, Michigan, Statele Unite
- Drvar, Bosnia-Herzegovina
- Frederikshavn, Danemarca
- Grindavík, Islanda
- Harbin, China
- St. Johann in Tirol, Austria
- Kassel, Germania
- Kiruna, Suedia
- Murmansk, Rusia
- Narvik, Norvegia
- Neustrelitz, Germania
- Olsztyn, Polonia
- Rabka-Zdrój, Polonia
- Veszprém, Ungaria